# Systems in Blue

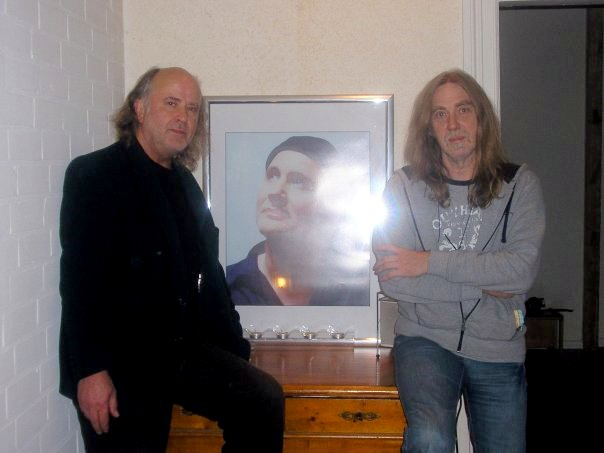

Systems in Blue en tysk musikgrupp som ursprungligen bestod av medlemmarna Rolf Köhler, Michael Scholz och Detlef Wiedeke. Sedan Rolf Köhler avled 2007 har gruppen bestått av de två övriga. Gruppen är mest känd för att ta fram låtar som påminner mycket om Modern Talkings låtar. Likheterna beror främst på att medlemmarna i denna grupp också har varit körsångare i flera av Modern Talkings välkända låtar. Därför känns rösterna lätt igen från Modern Talking.